# A hónap Arsenal-játékosa
Az Arsenal FC hivatalos honlapja, az arsenal.com 2011 augusztusa óta minden hónapban (május, június és július kivételével)  megválasztja a hónap Arsenal-játékosát (Player of the Month), a szurkolók szavazatai alapján.

## Győztesek rangsora 2017. áprilisáig
| #   | Név                     | Győzelmek száma |
| --- | ----------------------- | --------------- |
| 1.  | Alexis Sánchez          | 8               |
| 2.  | Mesut Özil              | 7               |
| 2.  | Santi Cazorla           | 7               |
| 4.  | Aaron Ramsey            | 5               |
| 5.  | Theo Walcott            | 4               |
| 5.  | Robin van Persie        | 4               |
| 7.  | Tomáš Rosický           | 3               |
| 7.  | Olivier Giroud          | 3               |
| 9.  | Wojciech Szczęsny       | 2               |
| 9.  | Laurent Koscielny       | 2               |
| 9.  | Mohamed Elneny          | 2               |
| 9.  | Alex Oxlade-Chamberlain | 2               |
| 13. | Calum Chambers          | 1               |
| 13. | Lukas Podolski          | 1               |
| 13. | Francis Coquelin        | 1               |
| 13. | Petr Čech               | 1               |

## Győztesek listája

### 2017
Április: Alex Oxlade-Chamberlain
Március: Alexis Sánchez
Február: Alexis Sánchez
Január: Olivier Giroud

### 2016
December: Alexis Sánchez
November: Alexis Sánchez
Október: Mesut Özil
Szeptember: Alexis Sánchez
Augusztus: Laurent Koscielny
Április: Mohamed Elneny
Március: Mohamed Elneny
Február: Mesut Özil
Január: Petr Čech

### 2015
December: Mesut Özil
November: Mesut Özil
Október: Mesut Özil
Szeptember: Theo Walcott
Augusztus: Francis Coquelin
Április: Mesut Özil
Március: Olivier Giroud
Február: Mesut Özil
Január: Santi Cazorla

### 2014
December: Santi Cazorla
November: Alexis Sánchez
Október: Alexis Sánchez
Szeptember: Alexis Sánchez
Augusztus: Calum Chambers
Április: Lukas Podolski
Március: Tomáš Rosický
Február: Alex Oxlade-Chamberlain
Január: Santi Cazorla

### 2013
December: Theo Walcott
November: Aaron Ramsey
Október: Aaron Ramsey
Szeptember: Aaron Ramsey
Augusztus: Aaron Ramsey
Április: Aaron Ramsey
Március: Santi Cazorla
Február: Santi Cazorla
Január: Olivier Giroud

### 2012
December: Theo Walcott
November: Theo Walcott
Október: Theo Walcott
Szeptember: Santi Cazorla
Augusztus: Santi Cazorla
Április: Tomáš Rosický
Március: Tomáš Rosický
Február: Robin van Persie
Január: Laurent Koscielny

### 2011
December: Robin van Persie
November: Robin van Persie
Október: Robin van Persie
Szeptember: Wojciech Szczęsny
Augusztus: Wojciech Szczęsny